# Grand Prix Mexika 2015
Grand Prix Mexika 2015 (oficiálně Formula 1 Gran Premio de México 2015) se jela na okruhu Autódromo Hermanos Rodríguez v Mexico City v Mexiku dne 1. listopadu 2015. Závod byl sedmnáctým v pořadí v sezóně 2015 šampionátu Formule 1.

## Kvalifikace
| Poř.                       | No. | Jezdec           | Konstruktér             | Časy v kvalifikaci | Časy v kvalifikaci | Časy v kvalifikaci | Pořadí na startu |
| Poř.                       | No. | Jezdec           | Konstruktér             | Q1                 | Q2                 | Q3                 | Pořadí na startu |
| -------------------------- | --- | ---------------- | ----------------------- | ------------------ | ------------------ | ------------------ | ---------------- |
| 1                          | 6   | Nico Rosberg     | Mercedes                | 1:20.436           | 1:20.053           | 1:19.480           | 1                |
| 2                          | 44  | Lewis Hamilton   | Mercedes                | 1:20.808           | 1:19.829           | 1:19.668           | 2                |
| 3                          | 5   | Sebastian Vettel | Ferrari                 | 1:20.503           | 1:20.045           | 1:19.850           | 3                |
| 4                          | 26  | Daniil Kvjat     | Red Bull Racing-Renault | 1:20.826           | 1:20.490           | 1:20.398           | 4                |
| 5                          | 3   | Daniel Ricciardo | Red Bull Racing-Renault | 1:21.166           | 1:20.783           | 1:20.399           | 5                |
| 6                          | 77  | Valtteri Bottas  | Williams-Mercedes       | 1:20.817           | 1:20.458           | 1:20.448           | 6                |
| 7                          | 19  | Felipe Massa     | Williams-Mercedes       | 1:21.379           | 1:20.642           | 1:20.567           | 7                |
| 8                          | 33  | Max Verstappen   | Toro Rosso-Renault      | 1:20.995           | 1:20.894           | 1:20.710           | 8                |
| 9                          | 11  | Sergio Pérez     | Force India-Mercedes    | 1:20.966           | 1:20.669           | 1:20.716           | 9                |
| 10                         | 27  | Nico Hülkenberg  | Force India-Mercedes    | 1:21.315           | 1:20.935           | 1:20.788           | 10               |
| 11                         | 55  | Carlos Sainz Jr. | Toro Rosso-Renault      | 1:20.960           | 1:20.942           |                    | 11               |
| 12                         | 8   | Romain Grosjean  | Lotus-Mercedes          | 1:21.577           | 1:21.038           |                    | 12               |
| 13                         | 13  | Pastor Maldonado | Lotus-Mercedes          | 1:21.520           | 1:21.261           |                    | 13               |
| 14                         | 9   | Marcus Ericsson  | Sauber-Ferrari          | 1:21.299           | 1:21.544           |                    | 14               |
| 15                         | 7   | Kimi Räikkönen   | Ferrari                 | 1:21.422           | 1:22.494           |                    | 19               |
| 16                         | 14  | Fernando Alonso  | McLaren-Honda           | 1:21.779           |                    |                    | 18               |
| 17                         | 12  | Felipe Nasr      | Sauber-Ferrari          | 1:21.788           |                    |                    | 15               |
| 18                         | 53  | Alexander Rossi  | MRT-Ferrari             | 1:24.136           |                    |                    | 16               |
| 19                         | 28  | Will Stevens     | MRT-Ferrari             | 1:24.386           |                    |                    | 17               |
| 107% času vítěze: 1:26.067 |     |                  |                         |                    |                    |                    |                  |
| —                          | 22  | Jenson Button    | McLaren-Honda           | Bez času           |                    |                    | 20               |
| Zdroj:                     |     |                  |                         |                    |                    |                    |                  |

Poznámky
1. ↑  Kimi Räikkönen obdržel trest posunu o 35 míst vzad - 30 míst za překročení počtu povolených pohonných jednotek a 5 míst za neplánovanou výměnu převodovky.
2. ↑  Fernando Alonso obdržel trest posunu o 15 míst vzad - 10 míst za výměnu motoru a 5 míst za neplánovanou výměnu převodovky.
3. ↑  Jenson Button nezaznamenal čas, kterým by se kvalifikoval ve 107 % času vítěze. Start mu byl povolen sportovními komisaři. Zároveň obdržel trest posunu o 70 míst vzad za překročení počtu povolených pohonných jednotek.

## Závod
| Poř.   | No. | Jezdec           | Konstruktér             | Počet kol | Čas/Odstoupení   | Pořadí na startu | Body |
| ------ | --- | ---------------- | ----------------------- | --------- | ---------------- | ---------------- | ---- |
| 1      | 6   | Nico Rosberg     | Mercedes                | 71        | 1:42:35.038      | 1                | 25   |
| 2      | 44  | Lewis Hamilton   | Mercedes                | 71        | +1.954           | 2                | 18   |
| 3      | 77  | Valtteri Bottas  | Williams-Mercedes       | 71        | +14.592          | 6                | 15   |
| 4      | 26  | Daniil Kvjat     | Red Bull Racing-Renault | 71        | +16.572          | 4                | 12   |
| 5      | 3   | Daniel Ricciardo | Red Bull Racing-Renault | 71        | +19.682          | 5                | 10   |
| 6      | 19  | Felipe Massa     | Williams-Mercedes       | 71        | +21.493          | 7                | 8    |
| 7      | 27  | Nico Hülkenberg  | Force India-Mercedes    | 71        | +25.860          | 10               | 6    |
| 8      | 11  | Sergio Pérez     | Force India-Mercedes    | 71        | +34.343          | 9                | 4    |
| 9      | 33  | Max Verstappen   | Toro Rosso-Renault      | 71        | +35.229          | 8                | 2    |
| 10     | 8   | Romain Grosjean  | Lotus-Mercedes          | 71        | +37.934          | 12               | 1    |
| 11     | 13  | Pastor Maldonado | Lotus-Mercedes          | 71        | +38.538          | 13               |      |
| 12     | 9   | Marcus Ericsson  | Sauber-Ferrari          | 71        | +40.180          | 14               |      |
| 13     | 55  | Carlos Sainz Jr. | Toro Rosso-Renault      | 71        | +48.772          | 11               |      |
| 14     | 22  | Jenson Button    | McLaren-Honda           | 71        | +49.214          | 20               |      |
| 15     | 53  | Alexander Rossi  | MRT–Ferrari             | 69        | +2 kola          | 16               |      |
| 16     | 28  | Will Stevens     | MRT–Ferrari             | 69        | +2 kola          | 17               |      |
| Ret    | 12  | Felipe Nasr      | Sauber-Ferrari          | 57        | Brzdy            | 15               |      |
| Ret    | 5   | Sebastian Vettel | Ferrari                 | 50        | Nehoda           | 3                |      |
| Ret    | 7   | Kimi Räikkönen   | Ferrari                 | 21        | Kolize           | 19               |      |
| Ret    | 14  | Fernando Alonso  | McLaren-Honda           | 1         | Pohonná jednotka | 18               |      |
| Zdroj: |     |                  |                         |           |                  |                  |      |

## Průběžné pořadí po závodě
- Tučně jsou vyznačeni jezdci a týmy se šancí získat titul v Poháru jezdců nebo konstruktérů.

Pohár jezdců
|   | Pořadí | Jezdec           | Body |
| - | ------ | ---------------- | ---- |
|   | 1      | Lewis Hamilton   | 345  |
| 1 | 2      | Nico Rosberg     | 272  |
| 1 | 3      | Sebastian Vettel | 251  |
| 1 | 4      | Valtteri Bottas  | 126  |
| 1 | 5      | Kimi Räikkönen   | 123  |

Pohár konstruktérů
|  | Pořadí | Konstruktér             | Body |
|  | ------ | ----------------------- | ---- |
|  | 1      | Mercedes                | 617  |
|  | 2      | Ferrari                 | 374  |
|  | 3      | Williams-Mercedes       | 243  |
|  | 4      | Red Bull Racing-Renault | 172  |
|  | 5      | Force India-Mercedes    | 112  |